# Route nationale 109 (Italie)
Pour les articles homonymes, voir Route nationale 109.
La route nationale 109 (SS 109, Strada statale 109 ou Strada statale "della Piccola Sila") est une route nationale d'Italie, située en Calabre, elle relie Nicastro à Cutro sur une longueur de 164 km.

## Parcours

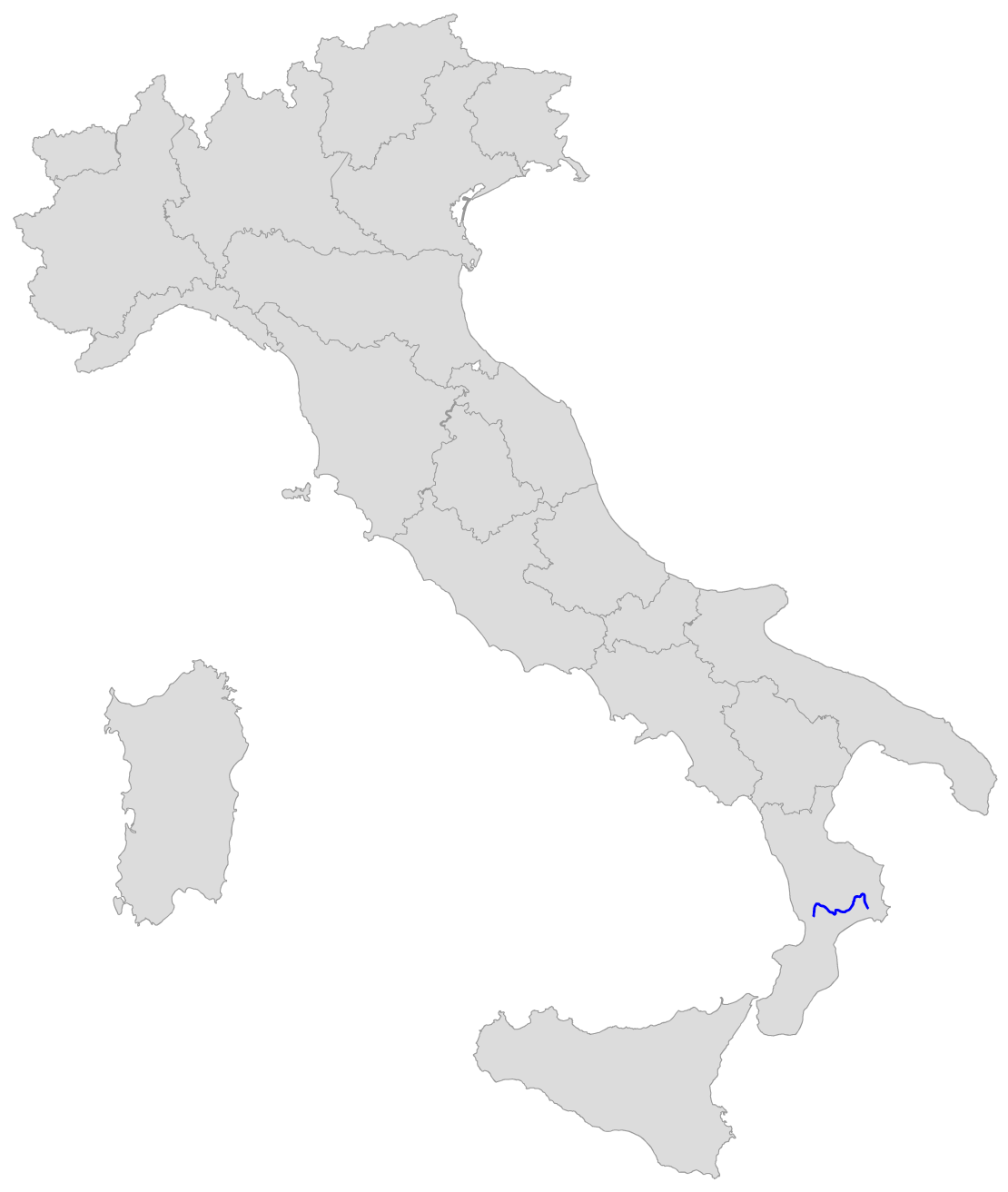
Parcours de la SS 109.